# Mercury-Redstone BD
Mercury-Redstone BD bio je let bez posade unutar američkog programa Mercury. Lansiran je 24. ožujka 1961. s lansirnog kompleksa broj 5 na Cape Canaveralu, Floridi. U misiji je korištena lažna kapsula (šuplja kapsula bez ikakvih funkcija, služi za simuliranje mase koju će raketa nositi) i lansirno vozilo, odnosno raketa Redstone MRLV-5.
Nakon problema koji su nastali tijekom misije MR-2 koja je nosila čimpanzu Hama, bilo je očito da je Redstone trebao daljni razvoj prije nego mu se mogao povjeriti ljudski putnik.
Dr. Wernher von Braun dodao je Mercury-Redstone BD (Booster Development, en. Razvoj pomoćne rakete) na raspored lansiranja između misija MR-2 i MR-3.
Uzrok prijašnjih prekomjernih ubrzanja rakete Redstone bio je servo ventil koji nije pravilno regulirao protok vodikova peroksida u parogenerator. To je pak nadjačalo pumpe za gorivo. Regulator potiska i integrator brzine izmijenjeni su na MR-BD i kasnijim Mercury-Redstone raketama kako bi ih se spriječilo u ponovnom prekoračenju brzine.
Drugi problem koji se pojavljivao u prijašnjim letovima Mercury-Redstonea bile su harmonijske vibracije inducirane aerodinamičkim pritiskom pri vrhu rakete. Kako bi se rješio taj problem, postavljena su četiri ukrućenja pri dnu rakete i 95 kg izolacije primijenjeno je na unutrašnju stijenku gornjeg dijela odjeljka za instrumente Mercury-Redstonea.
U misiji korištena je lažna kapsula Mercury, a raketa za lansiranje kapsule u hitnim slučajevima bila je deaktivirana. Također, letjelica nije imala paket s retroraketama niti pozigradne rakete (rakete koje potiskuju letjelicu u smjeru njenog gibanja).
Misija MR-BD trajala je osam minuta i 23 sekunde. Postigla je apogej od 183 km i domet od 494 km. Maksimalna brzina bila je 8,245 km/h. Maksimalno opterećenje koje je letjelica pretrpjela iznosilo je 11 g (108 m/s²). Nije bilo namjere za razdvajanje rakete Redstone od lažne kapsule Mercury, tako da su zajedno pale nazad i potonule na dno Atlantskog oceana.
Misija MR-BD bila je veoma uspješna, tako da je omogućila let Alana Sheparda na MR-3.

## Trivijalnost
U SSSR-u, misija je pogrešno prepoznata kao neuspjeh:

## Vanjske poveznice
- NASA NSSDC Master katalog
- "'Prestigli su nas za dlaku': kako su Sjedinjene Države izgubile u utrci za prvog čovjeka u svemiru," Ben Evans Članak na stranici AmericaSpace